# Néstor Kohan
Néstor Kohan (Buenos Aires, 1967) és un filòsof, escriptor i militant marxista argentí. Membre de la nova generació de marxistes llatinoamericans, ha publicat fins a 25 llibres sobre aquesta tradició de pensament i exerceix com a professor de la Universitat de Buenos Aires (UBA), on coordina la "Càtedra Che Guevara" i l'Escola de Formació Política 22 d'agost "Herois de Trelew". Alhora, és investigador del Consell Nacional d'Investigacions Científiques i Tècniques de l'Argentina (CONICET).
Kohan fou militant d'organitzacions marxistes des de l'adolescència. Va llicenciar-se en Filosofia a la UBA per, posteriorment, graduar-se com Doctor en Filosofia.
El 1997 comença a organitzar les "Càtedres Che Guevara" i "Karl Marx" a països d'arreu del continent: Argentina (que ell mateix encara coordina actualment), Xile, Uruguai, Bolívia, Veneçuela, Perú i Mèxic. El mateix any, s'integrà a la Universitat Popular Madres de Plaza de Mayo, de la qual formarà part durant gairebé una dècada fins que es va apartar del projecte el 2007 amb una carta pública titulada A las queridas Madres de Plaza de Mayo. Seguidament, continuà treballant en la formació política dels moviments socials a través de les càtedres i col·laborant periòdicament amb escoles de formació política d'arreu d'Amèrica Llatina, des de l'Escola Nacional "Florestan Fernandes" del Moviment Sense Terra (MST) de Brasil fins a la càtedra Karl Marx de Mèxic, passant per escoles de caràcter similar a Cuba i Veneçuela.
A França, compartint les tesis de Kohan, l'historiador del marxisme Michael Löwy (investigador del Centre National de la Recherche Scientifique - CNRS) ha caracteritzat el seu pensament polític com un «guevarisme bolivarià», inserint-ho dins de la tradició cultural del «marxisme arielista», hereu i continuador pensadors llatinoamericans de la dècada del 1920 com José Carlos Mariátegui, Julio Antonio Mella i Farabundo Martí.
A Alemanya, discutint aquelles tesis, el filòsof i historiador de les idees Wolfgang Fritz Haug (professor de la Universitat Lliure de Berlín i director de la revista i editorial Das Argument) ha caracteritzat la lectura de Kohan sobre el marxisme com a rigorosa, original i «molt important per a l'esquerra internacional». No obstant això, marcant distància davant del seu qüestionament de l'eurocentrisme, Fritz Haug ha assenyalat críticament que aquesta mirada «recull el paradigma de la violència, per a vestir amb ella una lectura llatinoamericana que rebutja la forma europea d'interpretació del Capital». Analitzant les interpretacions i lectures de Kohan sobre El Capital de Marx, Fritz Haug intenta posar en discussió la seva «recepció de l'obra fonamental de Marx en un perillós to revolucionari-voluntarista».
A l'Argentina, país de l'autor, la seva obra també ha generat rebutjos i adhesions. La tradició estalinista, majoritària al país, ha estat la més dura en la seva impugnació de la lectura de Kohan i les seves tesis sobre Marx, dedicant-li un llibre sencer per a rebutjar el seu qüestionament dels manuals de filosofia de l'època soviètica. El llibre, dirigit específicament contra les tesis de Kohan i en defensa dels manuals de Stalin i de la Unió Soviètica, va ser publicat per l'Associació Héctor P. Agosti, vinculada al Partit Comunista Argentí (PCA). En una direcció oposada a aquest rebuig estalinista, el politòleg marxista Atilio Borón ha destacat que l'obra de Kohan va ser una de les pioneres a escala mundial —juntament amb les de Daniel Bensaid, Alex Callinicos, Ellen Meiksins Word i Leo Panitch— a qüestionar el postmodernisme de Toni Negri i Michael Hardt.